# Zalesie (gmina Nagłowice)
Zalesie – kolonia w Polsce położona w województwie świętokrzyskim, w powiecie jędrzejowskim, w gminie Nagłowice.